# Imre Harangi
Imre Harangi (n. 16 octombrie 1913, Nyíradony, Hajdú-Bihar, Ungaria – d. 4 februarie 1979, Budapesta, Republica Populară Ungară) a fost un boxer ce a reprezentat Ungaria, medaliat olimpic. A participat la o ediție a Jocurilor Olimpice (1936) în care a câștigat o medalie de aur.

## Participări
Lista de mai jos prezintă principalele competiții la care a participat Imre Harangi de-a lungul carierei.
- boxing at the 1936 Summer Olympics – lightweight[*]